# Coppa del mondo per club FIFA 2014
La coppa del mondo per club FIFA 2014 (in arabo: كأس العالم لنادي الفيفا 2014, kas alealam linadi alfifa 2014; in inglese: FIFA Club World Cup Morocco 2014 presented by Toyota) è stata l'undicesima edizione di questo torneo di calcio per squadre maschili di club organizzato dalla FIFA. Si è trattato della decima edizione da quando ha sostituito la Coppa Intercontinentale. Si è disputata per la seconda volta consecutiva in Marocco, dal 10 al 20 dicembre 2014. Il 17 dicembre 2011 erano state infatti assegnate dalla FIFA congiuntamente le edizioni del 2013 e del 2014. Come pallone ufficiale della competizione è stato utilizzato Adidas Conext 15.

## Formula
La formula del torneo è la stessa dall'edizione del 2008. Partecipano le sei vincitrici delle rispettive competizioni continentali, più la squadra campione nazionale del paese ospitante. Se una squadra del paese ospitante vince il proprio trofeo continentale, al posto dei campioni nazionali partecipa la finalista della competizione internazionale, visto il divieto di partecipazione per più squadre dello stesso paese.
I campioni nazionali del paese organizzatore devono sfidare i rappresentanti dell'Oceania in un turno preliminare, la cui vincente si aggrega alle detentrici dei titoli di Africa, Asia e Centro-Nord America. Le vincenti di questi scontri sfidano in semifinale le vincitrici della UEFA Champions League e della Coppa Libertadores. Oltre la finale per il titolo si disputano gli incontri per il terzo e il quinto posto.

## Stadi
| Marrakesh            | Marrakesh Rabat | Rabat                  |
| -------------------- | --------------- | ---------------------- |
| Stade de Marrakech   | Marrakesh Rabat | Stadio Moulay Abdallah |
| 31°42′24″N 7°58′50″W | Marrakesh Rabat | 34°01′31″N 6°50′10″W   |
| Capacità: 45 240     | Marrakesh Rabat | Capacità: 52 000       |
|                      | Marrakesh Rabat |                        |

## Squadre partecipanti
| Squadra         | Data di qualificazione | Confederazione | Qualificata in quanto                           | Partecipazioni       |
| --------------- | ---------------------- | -------------- | ----------------------------------------------- | -------------------- |
| Cruz Azul       | 24 aprile 2014         | CONCACAF       | Campione CONCACAF Champions League 2013-2014    | 1ª                   |
| Auckland City   | 19 maggio 2014         | OFC            | Campione OFC Champions League 2013-2014         | 6ª (Ultima nel 2013) |
| Real Madrid     | 24 maggio 2014         | UEFA           | Campione UEFA Champions League 2013-2014        | 2ª (Ultima nel 2000) |
| Moghreb Tétouan | 25 maggio 2014         | CAF            | Campione 2013-2014 del Marocco, paese ospitante | 1ª                   |
| San Lorenzo     | 13 agosto 2014         | CONMEBOL       | Campione Coppa Libertadores 2014                | 1ª                   |
| Western Sydney  | 1º novembre 2014       | AFC            | Campione AFC Champions League 2014              | 1ª                   |
| ES Sétif        | 1º novembre 2014       | CAF            | Campione CAF Champions League 2014              | 1ª                   |

## Arbitri
La FIFA ha selezionato un arbitro per ogni confederazione.
AFC
- Benjamin Williams

CAF
- Noumandiez Doué

CONCACAF
- Walter López Castellanos

CONMEBOL
- Enrique Osses

OFC
- Norbert Hauata

UEFA
- Pedro Proença

## Risultati

### Tabellone
Il sorteggio del tabellone è stato svolto sabato 11 ottobre 2014 in un hotel di Marrakech.
|  | Primo turno         | Primo turno                  |                              |                 | Secondo turno | Secondo turno |                             |                             | Semifinali | Semifinali |  |  | Finale | Finale |
|  |                     |                              |                              |                 |               |               |                             |                             |            |            |  |  |        |        |
|  | Moghreb Tétouan     | 0 (3)                        |                              |                 |               |               |                             |                             |            |            |  |  |        |        |
|  | Moghreb Tétouan     | 0 (3)                        |                              |                 |               |               |                             |                             |            |            |  |  |        |        |
|  | Auckland City (dtr) | 0 (4)                        |                              |                 | Auckland City | 1             |                             |                             |            |            |  |  |        |        |
|  | Auckland City (dtr) | 0 (4)                        |                              |                 | Auckland City | 1             |                             |                             |            |            |  |  |        |        |
|  |                     |                              |                              |                 | ES Sétif      | 0             |                             |                             |            |            |  |  |        |        |
|  | Auckland City       | 1                            |                              |                 | ES Sétif      | 0             |                             |                             |            |            |  |  |        |        |
|  | Auckland City       | 1                            |                              |                 |               |               |                             |                             |            |            |  |  |        |        |
|  |                     |                              | San Lorenzo (dts)            | 2               |               |               |                             |                             |            |            |  |  |        |        |
|  |                     |                              | San Lorenzo (dts)            | 2               |               |               |                             |                             |            |            |  |  |        |        |
|  |                     |                              |                              |                 |               |               |                             |                             |            |            |  |  |        |        |
|  |                     |                              |                              |                 |               |               |                             |                             |            |            |  |  |        |        |
|  | San Lorenzo         | 0                            |                              |                 |               |               |                             |                             |            |            |  |  |        |        |
|  | San Lorenzo         | 0                            |                              |                 |               |               |                             |                             |            |            |  |  |        |        |
|  |                     | Real Madrid                  | 2                            |                 |               |               |                             |                             |            |            |  |  |        |        |
|  |                     |                              | 2                            | Cruz Azul (dts) | 3             |               |                             |                             |            |            |  |  |        |        |
|  |                     |                              |                              |                 |               |               |                             |                             |            |            |  |  |        |        |
|  |                     | Sydney Wanderers             | 1                            |                 |               |               |                             |                             |            |            |  |  |        |        |
|  | Cruz Azul           | Sydney Wanderers             | 1                            | 0               |               |               |                             |                             |            |            |  |  |        |        |
|  | Cruz Azul           | Incontro per il quinto posto | Incontro per il quinto posto | 0               |               |               | Incontro per il terzo posto | Incontro per il terzo posto |            |            |  |  |        |        |
|  |                     | Incontro per il quinto posto | Incontro per il quinto posto |                 | Real Madrid   | 4             | Incontro per il terzo posto | Incontro per il terzo posto |            |            |  |  |        |        |
|  | ES Sétif (dtr)      | 2 (5)                        | Auckland City (dtr)          | 1 (4)           | Real Madrid   | 4             |                             |                             |            |            |  |  |        |        |
|  | ES Sétif (dtr)      | 2 (5)                        | Auckland City (dtr)          | 1 (4)           |               |               |                             |                             |            |            |  |  |        |        |
|  | Sydney Wanderers    | 2 (4)                        | Cruz Azul                    | 1 (2)           |               |               |                             |                             |            |            |  |  |        |        |
|  | Sydney Wanderers    | 2 (4)                        | Cruz Azul                    | 1 (2)           |               |               |                             |                             |            |            |  |  |        |        |
|  |                     |                              |                              |                 |               |               |                             |                             |            |            |  |  |        |        |

### Play-off per i quarti di finale
| Arbitro: | Walter López Castellanos |

|                                  |                      |                               |
| Jahouh Krouch Fall Naim Khallati | Tiri di rigore 3 – 4 | Payne Irving White Bilen Issa |

### Quarti di finale
| Arbitro: | Pedro Proença |

|  |           |            |
|  | Marcatori | 52’ Irving |

| Arbitro: | Noumandiez Doué |

|                                             |           |              |
| Torrado 89’ (rig.), 118’ (rig.) Pavone 108’ | Marcatori | 65’ La Rocca |

### Incontro per il quinto posto
| Arbitro: | Norbert Hauata |

|                                                                 |                      |                                                           |
| Mullen 50’ (aut.) Ziaya 57’                                     | Marcatori            | 5’ Castelen 89’ Saba                                      |
| Djahnit Gasmi Belameiri Ziaya Mellouli Arroussi Megateli Zerara | Tiri di rigore 5 – 4 | Saba Haliti Trifiro Jurić Bouzanis Mullen Fofanah Adeleke |

### Semifinali
| Arbitro: | Enrique Osses |

|  |           |                                         |
|  | Marcatori | 15’ Ramos 36’ Benzema 50’ Bale 70’ Isco |

| Arbitro: | Benjamin Williams |

|              |           |                            |
| Berlanga 67’ | Marcatori | 45+2’ Barrientos 93’ Matos |

### Incontro per il terzo posto
| Arbitro: | Pedro Proença |

|                                   |                      |                                   |
| Rojas 57’                         | Marcatori            | 45+2’ De Vries                    |
| Giménez Formica Rodríguez Valadéz | Tiri di rigore 2 – 4 | Payne Irving White Pritchett Issa |

### Finale
| Arbitro: | Walter López Castellanos |

|                    |           |  |
| Ramos 37’ Bale 51’ | Marcatori |  |

## Classifica finale
| Pos. | Squadra         | Confederazione |
| ---- | --------------- | -------------- |
| 1    | Real Madrid     | UEFA           |
| 2    | San Lorenzo     | CONMEBOL       |
| 3    | Auckland City   | OFC            |
| 4    | Cruz Azul       | CONCACAF       |
| 5    | ES Sétif        | CAF            |
| 6    | Western Sydney  | AFC            |
| 7    | Moghreb Tétouan | CAF            |

## Classifica marcatori
| Gol | Rigori | Minuti giocati | Giocatore        | Squadra        |
| --- | ------ | -------------- | ---------------- | -------------- |
| 2   |        | 153'           | Sergio Ramos     | Real Madrid    |
| 2   |        | 180'           | Gareth Bale      | Real Madrid    |
| 2   | 2      | 210'           | Gerardo Torrado  | Cruz Azul      |
| 1   |        | 43'            | Mauro Matos      | San Lorenzo    |
| 1   |        | 53'            | Vitor Saba       | Western Sydney |
| 1   |        | 76'            | Isco             | Real Madrid    |
| 1   |        | 90'            | Karim Benzema    | Real Madrid    |
| 1   |        | 120'           | Pablo Barrientos | San Lorenzo    |
| 1   |        | 120'           | Iacopo La Rocca  | Western Sydney |
| 1   |        | 145'           | Abdelmalek Ziaya | ES Sétif       |
| 1   |        | 185'           | Mariano Pavone   | Cruz Azul      |
| 1   |        | 198'           | Romeo Castelen   | Western Sydney |
| 1   |        | 330'           | John Irving      | Auckland City  |
| 1   |        | 330'           | Ángel Berlanga   | Auckland City  |